# المديرية العامة للطيران المدني (تركيا)
المديرية العامة للطيران المدني (بالتركية: Sivil Havacılık Genel Müdürlüğü) هي الجهة المنظمة للطيران في تركيا. المنظمة ، التي تم تشكيلها في عام 1954 ، تتعامل مع تسجيل الطائرات بدون طيار
 والطائرات المدنية. كما تجري المنظمة تحقيقات في حوادث الطيران في المجال الجوي لتركيا.